# 1. deild 1994 (Fær Øer)
L'edizione 1994 della 1. deild vide la vittoria finale del GÍ Gøta.

## Classifica finale
|    | Classifica      | G  | V  | N | P  | GF | GS | Dif | Pt |
| -- | --------------- | -- | -- | - | -- | -- | -- | --- | -- |
| 1  | GÍ Gøta         | 18 | 14 | 2 | 2  | 59 | 16 | 43  | 30 |
| 2  | HB Tórshavn     | 18 | 14 | 2 | 2  | 47 | 14 | 33  | 30 |
| 3  | B71 Sandur      | 18 | 10 | 4 | 4  | 31 | 12 | 19  | 24 |
| 4  | KÍ Klaksvík     | 18 | 8  | 4 | 6  | 40 | 26 | 14  | 20 |
| 5  | B68 Toftir      | 18 | 5  | 7 | 6  | 22 | 30 | -8  | 17 |
| 6  | NSÍ Runavík     | 18 | 6  | 3 | 9  | 28 | 29 | -1  | 15 |
| 7  | B36 Tórshavn    | 18 | 5  | 5 | 8  | 24 | 34 | -10 | 15 |
| 8  | TB Tvøroyri     | 18 | 6  | 2 | 10 | 32 | 49 | -17 | 14 |
| 9  | ÍF Fuglafjørður | 18 | 3  | 2 | 13 | 20 | 47 | -27 | 9  |
| 10 | EB/Streymur     | 18 | 2  | 3 | 13 | 18 | 64 | -46 | 6  |

G = Partite giocate; V = Vittorie; N = Nulle/Pareggi; P = Perse; GF = Goal fatti; GS = Goal subiti; DIF = Differenza reti, PT = Punti

### Verdetti
- GÍ Gøta campione delle Isole Fær Øer 1994 e qualificato alla Coppa UEFA 1995-96
- HB Tórshavn qualificato alla Coppa Intertoto 1995
- ÍF Fuglafjørður e EB/Streymur retrocesse in 2. deild
- KÍ Klaksvík qualificato alla Coppa delle Coppe 1995-96 (vincente della Coppa delle Isole Fær Øer)